# Aubrey de Grey
Aubrey David Nicholas Jasper de Grey, angleški avtor in biogerontolog, * 20. april 1963, London, Anglija.
Je glavni znanstvenik raziskovalne fundacije SENS, kjer poskušajo razviti terapije, ki bi popravile škodo, ki si jo telo naredi skozi življenje. De Grey verjame, da lahko znanost prepreči umiranje iz starostnih vzrokov.

## Zgodnje življenje in izobrazba
Aubrey de Grey se je rodil v Londonu. Očeta ni nikoli poznal, mama pa je bila umetnica. Spodbujala ga je k učenju na področju znanosti in matematike. Učil se je na Sussex House School in na Harrow School. Obiskoval je Univerzo v Cambridgeu in Univerzo Trinity Hall. Leta 1985 je diplomiral iz računalništva. Na Cambridgeu so mu leta 2000 podelili doktorat (Ph.D.).

## Življenje in delo
Aubrey de Grey je ustanovitelj in znanstveni vodja Fundacije SENS (Strategies for Engineered Negligible Senescence). Ta neprofitna organizacija je usmerjena v raziskovanje tehnologij za zaviranje in morebitno ustavitev staranja. Je tudi predsednik in znanstveni vodja Fundacije Methuselah. Poleg tega je podpredsednik podjetja New Technology Discovery pri AgeX Therapeutics, Inc. Je glavni urednik akademskega časopisa Rejuvenation Research, edine recenzirane akademske publikacije, ki se osredotoča na posege v staranje. De Grey dela tudi kot izredni profesor na Moskovskem fizikalno-tehnološkem inštitutu, je sodelavec Ameriškega gerontološkega društva, Ameriškega združenja za staranje in Inštituta za etiko in razvijajoče tehnologije. Leta 1985 se je pridružil raziskavi Sinclair kot inženir umetne inteligence in programske opreme. Leto kasneje pa je soustanovil podjetje Man-Made Minions Ltd, da bi nadaljeval z razvojem avtomatiziranega formalnega projekta za preverjanje in odobravanje programov.
Na zabavi na Cambridgeu je spoznal genetičarko za sadne mušice, Adelaide Carpenter, s katero se je leta 1991 poročil. Zaradi njegovih afer z mlajšimi ljubicami se je njuna zveza končala leta 2017. Preko Adelaide je spoznal povezavo med biologijo in programiranjem, ko je na željo njenega šefa prevzel vodenje baze podatkov o sadnih muhah. Potrebovali so namreč nekoga, ki se je spoznal tako na računalnike kot na biologijo. O biologiji se je učil iz revij in učbenikov ter z obiskovanjem konferenc. Med leti 1992 in 2006 je bil na univerzi odgovoren za razvoj programske opreme na oddelku za genetiko.

## Fundacija Methuselah
Kot znanstveni vodja Fundacije Methuselah so njegova glavna raziskovalna zanimanja vloga in vzroki vseh oblik celičnih in molekularnih poškodb pri staranju sesalcev. Glavna dejavnost fundacije je podeljevanje nagrade Methuselah Mouse, prvič podeljene leta 2003. Nagrada je namenjena spodbujanju raziskav o učinkovitih metodah za podaljšanje življenja. Denarne nagrade dodelijo raziskovalcem, ki jim uspe življenjsko dobo miši podaljšati na edinstvene dolžine. Nagrada je leta 2007 dosegla vrednost 4,2 milijona ameriških dolarjev.

## Stališča
De Grey je znan po prepričanju, da lahko današnja medicinska tehnologija prepreči umiranje zaradi starostnih vzrokov, ter da se staranje lahko obravnava kot bolezen, ki se jo da pozdraviti. Trdi, da večina temeljnega znanja, potrebnega za razvoj učinkovitega zdravila proti staranju, že obstaja. Prizadeva si, da bi spodbudil razvoj novih načinov za ustavitev delovanja dejavnikov, ki sodelujejo pri staranju. De Grey tem dejavnikom pravi tudi “skupek nabranih neželenih učinkov presnove, ki nas sčasoma ubijejo.” Ob podeljevanju Methuselah Mouse je leta 2005 izjavil: “Če želimo doseči resnične regenerativne terapije, ki bodo koristile ne le prihodnjim generacijam, ampak tudi danes živečim, moramo znanstvenike spodbuditi k reševanju problema staranja.” Leta 2008 je zatrdil, da je človek, ki bo prvi doživel 1000 let, morda že med nami, in da je bil takrat lahko star že med 50 in 60 let. Ko je leta 2012 podedoval več kot 10 milijonov dolarjev, je skoraj vse podaril znanstveni fundaciji SENS. O velikem nasprotovanju njegovemu delu pa trdi, da to prikaže veliko razliko v razumevanju njegovega področja med osnovnimi znanstveniki in biologi, ki preučujejo staranje in regenerativno medicino.

## Matematika
Aubrey de Grey je tudi ljubiteljski matematik, ki je prispeval k študiji problema Hadwiger-Nelson. Ta je bil prvič omenjen leta 1950 s strani Huga Hadwigerja in Edwarda Nelsona. Problem je povezan s teorijo geometrijskih grafov. Poiskati je treba najmanjše število barv, potrebnih za barvanje ravnine, tako da nobeni dve točki na razdalji 1 nimata enake barve.

## Kritike
Leta 2005 je Technology Review objavil nagrado v višini 20.000 ameriških dolarjev. Za nagrado so se lahko potegovali molekularni biologi, ki bi lahko pokazali, da SENS nima prav in je nevreden kakršne koli razprave. Pri tem izzivu je bilo pet sodnikov, kot na primer Rodney Brooks in Anita Goel. Skupaj je bilo oddanih pet predlogov, od katerih so trije zadoščali kriterijem. De Grey je za vsak predlog napisal pisno izpodbijanje, potem pa je vsak od izzivalcev izpodbijal te njegove zapise. Na koncu so sodniki razglasili, da nihče izmed izzivalcev ni uspel dokazati zmote SENS-a. Ker pa je bil eden izmed predlogov zelo prepričljiv, so tekmovalcu podelili polovično nagrado. Poleg tega so sodniki opazili, da SENS ni prepričljivo zagovarjal svojega stališča, in zapisali, da se njihovih predlogov s trenutnim znanstvenim znanjem ne da preveriti in potrditi. Veliko izobraženih znanstvenikov se s SENS-om sicer ne strinja, vendar to še ne pomeni, da so njihovi predlogi napačni.
Leta 2005 je bil objavljen članek o SENS-u in njegovih raziskavah v EMBO Reports. Članek je objavilo 28 znanstvenikov, ki so se strinjali, da nobena od de Greyevih hipotez še ni pokazala nikakršnega uspeha in še ni podaljšala življenjske dobe katerega koli organizma, še zdaleč pa ne človeka. SENS je na to odgovoril s tem, da se škode staranja v tem trenutku res ne da popraviti, ampak to še ne pomeni, da bo temu tako tudi v prihodnosti.

## Dela
- The Mitochondrial Free Radical Theory of Aging (1999); za to knjigo mu je bil 9. decembra 2000 na Cambridgeu dodeljen Ph.D. V njej je pisal o tem, da bi lahko odpravljanje poškodb mitohondrijske DNK samo po sebi znatno podaljšalo življenjsko dobo.

- Strategies for Engineered Negligible Senescence: Why Genuine Control Of Aging May Be Foreseeable (2004)

- Ending Aging: The Rejuvenation Breakthroughs That Could Reverse Human Aging in Our Lifetime (2007); de Grey je soavtor te knjige, napisal jo je skupaj z Michaelom Raeom.

Nobeno izmed njegovih del ni bilo prevedeno v slovenščino, je pa delo Ending Aging prevedeno v španščino, nemščino in italijanščino.

## Omemba v slovenščini
O Auberyju de Greyu je napisan tudi članek v slovenščini z naslovom Človek, ki bi ozdravil staranje: portret: Aubrey De Grey, biogerontolog; ki je dostopen na spletnem naslovu: https://plus.si.cobiss.net/opac7/bib/258880512.